# Takeshi Matsuda
Takeshi Matsuda (松田 丈志?, Matsuda Takeshi; Nobeoka, 23 giugno 1984) è un ex nuotatore giapponese.

## Carriera
Ha vinto la medaglia di bronzo ai Giochi olimpici di Pechino 2008 nei 200 metri farfalla.

## Palmarès
- Olimpiadi

Pechino 2008: bronzo nei 200m farfalla.
Londra 2012: argento nella 4x100m misti e bronzo nei 200m farfalla.
Rio de Janeiro 2016: bronzo nella 4x200m sl.
- Mondiali

Montreal 2005: argento nei 200m farfalla.
Roma 2009: bronzo nei 200m farfalla.
Shanghai 2011: argento nei 200m farfalla.
- Giochi PanPacifici

Victoria 2006: bronzo nei 1500m sl e nei 200m farfalla.
Irvine 2010: argento nella 4x200m sl, bronzo negli 800m sl e nei 200m farfalla.
Gold Coast 2014: argento nella 4x200m sl.
- Giochi asiatici

Busan 2002: bronzo nei 200m farfalla.
Doha 2006: oro nella 4x200m sl, argento nei 200m farfalla, bronzo nei 400m sl e nei 1500m sl.
Canton 2010: oro nei 200m farfalla, argento nella 4x200m sl e bronzo nei 200m sl.
Incheon 2014: oro nella 4x200m sl.
- Universiadi

Daegu 2003: oro nei 200m farfalla.